# Sophie von Adelung
Sophie von Adelung   (Stuttgart, 11 de març de 1850 - Stuttgart, 15 de juny de 1927) va ser una escriptora i pintora alemanya. També va escriure sota el pseudònim de S. Aden.
Sophie von Adelung va néixer a Stuttgart, en una família d'origen rus; el seu pare, Nikolaus von Adelung (1809–1878), va ser secretari de la reina Olga i conseller privat al Regne de Württemberg. A més de la seva altra obra, Nikolaus va ser marmessor literari del seu pare, Friedrich von Adelung. La mare de Sophie, Alexandrine von Schubert (1824–1901), era filla del general Friedrich von Schubert. Altres fills del matrimoni entre Alexandrine i Nikolaus van incloure un fill, el nom del seu pare, que es va convertir en un conegut entomòleg, i una altra filla, Olga, amb qui Sophie va col·laborar en diverses obres.
Els seus llibres, que sovint il·lustrava ella mateixa, s'adreçaven principalment als joves. També va traduir històries a l'alemany del rus. Va escriure regularment per a revistes com Die Frau (Dona) i Fürs Haus (Per la casa). Alguns dels seus treballs van aparèixer al Töchter-Album de Thekla von Gumpert (Daughter's Album).
El seu cercle incloïa la pianista Maria von Harder, una antiga alumne de Chopin, els records de la qual del compositor van ser gravats per von Adelung, i la seva pròpia cosina, Sofia Kovalevskaya, que va visitar els seus parents d'Adelung quan era una dona jove. Sophie von Adelung va produir una memòria del seu cosí el 1896, després de la mort de Kovalevskaya.

## Obres

### Novel·les i obres de teatre
- Zwei Mädchenbilder a Pastell. Erzählungen für junge Mädchen (1888)[7]
- Russlana. Erzählung für junge Mädchen (1888)
- Kleeblatt. Drei Erzählungen für junge Mädchen (1889)
- Jugenderinnerungen i Sophie Kowalewsky (1896)
- Jugendbühne. Ernste und heitere Theaterstücke für die Jugend herausgegeben von Sophie von Adelung (5 volums)[1]
  - Banda 1: Heinrich von Eichenfels, Die Schneckenvroni, Der Grösste
  - Banda 2: Der Lumpensammler, Die Maikönigin
  - Banda 3: Rosa von Tannenburg. Das Blumenkörbchen. Das Johanniskäferchen. (58)
  - Banda 5: Der verzauberte Königssohn (nach einem Märchen von M. Chovanetz; 1897)
- Das graue Fräulein auf Scharfenstein. Hessische Volkssage (1897)
- Sonntagsfriede am Werktag (1920)
- Chopin als Lehrer (1923)
- Täubchen (1924)
- Hamsmelis Mäxle (1830)
- Der grössere Held und Das Professorle